# Helictopleurus bivittatus
Helictopleurus bivittatus là một loài bọ cánh cứng trong họ Bọ hung (Scarabaeidae).